# То (ТВ филм)
„То” је југословенски ТВ филм из 1969. године. Режирао га је Александар Јевђевић а сценарио је написао Алија Исаковић.

## Улоге
| Глумац            | Улога |
| ----------------- | ----- |
| Адем Чејван       |       |
| Олга Бабић        |       |
| Сафет Пашалић     |       |
| Хранислав Рашић   |       |
| Урош Крављача     |       |
| Михајло Мрваљевић |       |